# 海生館線
海生館線（かいせいかんせん）は、台湾鉄路管理局が計画中の鉄道路線。
2000年に開業した国立海洋生物博物館（略称:海生館）への交通の利便性向上を目的に恒春線の計画の際に支線として計画され、後にトラムトレインが乗り入れ可能な併用軌道とすることを計画している。屏東県の年間観光客数の8割を当地の墾丁国家公園が占め、これまで道路交通が全てを賄っていた県外アクセスと県内アクセスを軌道交通に振り分ける、より環境に適した計画として推進される。

## 歴史
- 2017年3月、蔡英文政権林全内閣での「前瞻基礎建設計画」に恒春観光鉄道計画のトラムトレインが乗り入れるライトレール区間として鵝鑾鼻支線（恒春駅 - 鵝鑾鼻）とともに実現可能性調査のための予算が盛り込まれる[2][3]。

## 運行形態
- 新左営駅-海生館駅間に直通列車を運行し、台湾高速鉄道との旅客接続を行なう。

## 使用車両
- 未定

## 駅名
| 駅名             | 駅番号 | 累計 キロ | 等級 | 備考                    | 所在地 | 所在地 |
| ---------------- | ------ | --------- | ---- | ----------------------- | ------ | ------ |
| 車城駅           |        | 0.0       | 招呼 | 恒春線分岐駅            | 屏東県 | 車城郷 |
| 海生館駅         |        | 2.0       |      |                         | 屏東県 | 車城郷 |
| 後湾港駅（仮称） |        |           |      |                         | 屏東県 | 車城郷 |
| 白砂駅（仮称）   |        |           |      |                         | 屏東県 | 恒春鎮 |
| 龍鑾潭駅（仮称） |        |           |      | LRT鵝鑾鼻支線（計画中） | 屏東県 | 恒春鎮 |